# A26 (België)
De A26 is een Belgische autosnelweg, die loopt van Luik via Bastenaken naar het Knooppunt Neufchâteau. De A26 vormt een deel van het traject van de E25. De weg sluit aan op de stadssnelweg A602 en loopt vandaar naar de regio van de Ardennen.
Via deze snelweg bereikt men dan ook belangrijke toeristische attracties zoals Le Monde Sauvage, de Grotten van Remouchamps, Baraque de Fraiture, etc. Het eindpunt van deze autosnelweg is de aansluiting met de A4 in Neufchâteau. De A26 vormt een belangrijke route vanuit Luik naar het zuiden van Wallonië, maar wordt eveneens door Vlaams en Nederlands transport en ook toerisme veel gebruikt als reisweg naar Luxemburg, oostelijk Frankrijk en verder naar het zuiden.
Bij de Baraque Fraiture bereikt de A26 een hoogte van ongeveer 650 meter TAW. Hiermee is de A26 de hoogste Belgische snelweg.
Door de overstromingen in juli 2021 is de autosnelwegverbinding A602-A26 doorheen Luik ter hoogte van Angleur ondergelopen en afgesloten.